# Daryl Dixon
Daryl Dixon je fiktivní postava z AMC horrorového drama The Walking Dead. Charakter byl vytvořen pro televizní show autory Frank Darabont, Charles H. Eglee a Jack LoGiudice speciálně pro Normana Reeduse, nemá totiž protějšek v komiksu, na kterém je seriál založený. Charakter byl představen v první sezóně jako jižan, stopař a lovec, žijící ve stínu svého staršího bratra, Merla. Navzdory jeho vznětlivé povaze a sklony k násilí, je tolerovaným jádrem skupiny přeživších, díky jeho schopnostem lovit zvířata a nebojácně a efektivně zabíjet chodce. Takovýchto lidí je obzlášť na počátku apokalypsy velký nedostatek.
Po Merlově zmizení, Daryl zatne zuby a spojí se se skupinou, konkrétně s Carol Peletier po jejím dceřině zmizení, a Beth Greene po dvou rozděleních ve čtvrté sezóně. Daryl se stává spolupracující pravá ruka a ochránce vůdce skupiny Ricka Grimese a vede několik dodávek zásob. Je nejdéle přeživší postavou celého seriálu. Jeho původ je objeven ve videohře z roku 2013 The Walking Dead: Survival Instinct, a začíná v mobilní hře The Walking Dead: No Man's Land.
Daryl byl pozitivně přijat fanoušky i kritiky. Po odchodu Andrewa Lincolna v What Comes After (The Walking Dead) jako Ricka, Reedus převzal roli hlavního vůdce, počínaje devátou sezónou.

## Vývoj a vznik
Reedus si přečetl scénář pro show a chtěl být její součástí tak moc, že na konkurzu prosil, aby dostal alespoň roli na jeden den. Byl vyslyšen a vyzván, aby přečetl scénář, konkrétně Merlův, tomu už ale role byla slíbena. Jeho výstup na konkurzu se autorům líbil, a tak dostal roli Daryla . Daryl nebyl původně brán jako hlavní postava, k hlavnímu obsazení byl přiřazen ve druhé sezóně. Původně se Reedus zeptal obsazenstva, jestli by Daryl mohl mít psa. Jeho žádost byla zamítnuta a místo toho dostal Daryl novou kuš. V deváté sezóně Daryl konečně dostane psa, který je poprvé představen v „Stradivarius“.